# コメディドラマ
コメディドラマ (英: comedy-dramaあるいはdramedy) は、喜劇や悲喜劇の要素をもつユーモアに重点をおいた現代的ドラマ番組や映画のジャンルの一つである。観客に笑いを提供することを目的として制作される。本項では主にテレビ番組、ラジオ番組、インターネット番組等として放映されるものについて解説する。

## 特徴
ユーモアの要素を際立たせるために、録音笑い、コミックリリーフなどの技法が使用されることがある。

### 録音笑い
1950年代のテレビ登場とともに、アメリカで初めてコメディドラマが作成された。当時のドラマは、観客のいる舞台で演じられるものであったため、自然と観客の笑いが入っていた。また、舞台撮影時に、いわゆる「笑い屋」の女性を配置し、観客がリアルタイムで笑っている臨場感を高めて視聴者の笑いを誘発する手法もとられていた。その後、撮影場所が舞台からスタジオ撮影にシフトするとともに、臨場感を出すために、コメディ作品にあえて観客の笑い声の録音音声を重ねる録音笑いの手法がとられるようになった。

### コミックリリーフ
深刻なストーリーのなかに、あえて滑稽な登場人物を登場させ笑いの要素を引き立てるコミックリリーフの手法もみられる。

## 賞
とくに評価の高いコメディ作品に授与される賞。日本ではコメディ部門のドラマに特に与えられる賞は見られない。
- プライムタイム・エミー賞 作品賞 (コメディ部門)
- ゴールデングローブ賞 作品賞 (ミュージカル・コメディ部門)
- サテライト賞シリーズ賞 (ミュージカル・コメディ部門)
- 全米映画俳優組合賞アンサンブル賞 (コメディシリーズ)
- 全米脚本家組合賞コメディ番組賞、コメディ・エピソード賞
- 全米監督協会賞コメディシリーズ監督賞
- 全米製作者組合賞コメディ番組賞
- 全米キャスティング組合賞最優秀キャスティング賞 (テレビ番組 コメディ部門)
- GLAADメディア賞コメディ番組賞
- イメージ・アワードコメディシリーズ賞
- ピープルズ・チョイス・アワードテレビコメディ賞
- ティーン・チョイス・アワードコメディ番組
- テレビ批評家賞コメディ番組での番組努力賞
- 批評家チョイス・テレビジョン・アワードコメディ番組
- ALMAアワードコメディ番組
- モンテカルロ・テレビ祭最優秀主演賞 (コメディ番組)
- NAACPイメージ・アワード最優秀コメディ番組

## 関連ジャンル
- シチュエーション・コメディ
- ブラック・コメディ
- ラブコメディ
- ロマンティック・コメディ

## 参考図書
- ロバート・チャルディーニ「影響力の武器」(weapons of influence)